# エヴァン・サインフェルド
エヴァン・サインフェルド（Evan Seinfeld、1967年12月29日 - ）は、アメリカ合衆国のロック・ミュージシャン、元ポルノ男優。
ハードコア・パンク・バンド、バイオハザードの創始メンバーであり、ボーカリスト、ベーシストを務めている。ニューヨーク州ブルックリン区出身。

## 経歴
1987年にバイオハザードを結成し、2006年に解散。2008年に活動再開したが、2011年に脱退。
HBOのドラマ『OZ/オズ』でジャズ・ホイト役を演じ、6年間の放送期間の大半にあたる全40話に出演した。
かつてテラ・パトリックと結婚していた。彼女と『レイン・オブ・テラ』 、 『テラダイス・アイランド』（監督も務めた）、『テラ、テラ、テラ』、『デスパレート』など7本の映画で共演した。
2011年にルーペ・フエンテスと再婚するが2020年に離婚した。
2022年にバイオハザードのメンバーとして復帰。